# Tlenek srebra(I)
Tlenek srebra(I), Ag2O – nieorganiczny związek chemiczny z grupy tlenków, w którym srebro występuje na I stopniu utlenienia. Jest to ciemny, brunatnoczarny związek, bardzo słabo rozpuszczalny w wodzie. Jego nasycone roztwory mają odczyn alkaliczny.
Otrzymywanie tego związku z pierwiastków jest trudne i wymaga do tego użycia wysokiego ciśnienia. Zazwyczaj otrzymuje się go w wyniku dodania wodorotlenku litowca (np. NaOH) do roztworu soli srebra(I), np. AgNO3.
Służy często do przekształcenia chlorków innych metali w wodorotlenki. Pod wpływem wodoru, tlenku węgla oraz związków organicznych redukuje się do metalicznego srebra.
Używany jest do próby Tollensa, gdzie jest jednym z głównych substratów reakcji.